# خورخه گیلن (بازیکن بسکتبال)
خورخه گیلن (اسپانیایی: Jorge Guillén‎; ۱۳ ژانویهٔ ۱۹۳۷ – ۱۶ اکتبر ۲۰۲۳) بازیکن بسکتبال اهل اسپانیا بود.